# Leticia Herrero
Leticia Herrero (Madrid, 1981) es una actriz española.

## Biografía
Leticia nació el año 1981. Antes de Gordos, la joven fue modelo de tallas grandes y profesora de autoescuela. 
Su debut como actriz fue en la película Gordos de Daniel Sánchez Arévalo.

## Filmografía
- Gordos (2009), de Daniel Sánchez Arévalo, como Sofía.

## Premios y nominaciones
Premios Goya
| Año  | Categoría               | Película | Resultado |
| ---- | ----------------------- | -------- | --------- |
| 2009 | Mejor actriz revelación | Gordos   | Nominada  |